# Anredera marginata
Anredera marginata är en malabarspenatväxtart som först beskrevs av Carl Sigismund Kunth, och fick sitt nu gällande namn av Calvin Ross Sperling. Anredera marginata ingår i släktet Anredera och familjen malabarspenatväxter. Inga underarter finns listade i Catalogue of Life.
Arten är en ranka som återfinns i torra områden på hög höjd från Ecuador och söderut till mellersta Peru.